# Victor Klee
Victor L. Klee (ur. 18 września 1925 w San Francisco, zm. 17 sierpnia 2007 w Lakewood) – amerykański matematyk specjalizujący się w dziedzinie zbiorów wypukłych, analizie funkcjonalnej, analizie algorytmów, optymalizacji oraz kombinatoryce.

## Życiorys
Absolwent Pomona College w Kalifornii (1945), doktorant University of Virginia (1949), następnie wykładowca na University of Washington (Seattle, 1953-2007).  Prezydent Mathematical Association of America w latach 1971-1973. Laureat nagrody Lester R. Forda. Od nazwiska Victora Klee pochodzi pojęcie kleeścianu czyli wielościanu powstałego z innego wielościanu przez doklejenie do każdej ze ścian ostrosłupa o podstawie przystającej do tej ściany. Autor ponad 240 prac naukowych.

## Prace
- Klee, Victor; Minty, George J. (1972): "How good is the simplex algorithm?". In Shisha, Oved. Inequalities III (Proceedings of the Third Symposium on Inequalities held at the University of California, Los Angeles, Calif., September 1–9, 1969, dedicated to the memory of Theodore S. Motzkin). New York-London: Academic Press. pp. 159–175. MR 0332165.
- Klee, Victor (1971): What is a convex set?. Amer. Math. Monthly. 78. pp. 616–631. doi:10.2307/2316569.
- Klee, Victor wraz ze Stanem Wagon (1991): Old and New Unsolved Problems in Plane Geometry and Number Theory, Mathematical Association of America (MAA)
- Klee, Victor (1963): Convexity, University of Washington 1961, American Mathematical Society
- Klee, Victor wraz z Richardem Brualdi i Schmuelem Friedland (1993): Combinatorial and graph theoretical problems in linear algebra, Springer